# Río Muna
El río Muna (del ruso: Муна) es un largo río ruso localizado en la Siberia asiática, un afluente por la izquierda del río Lena en su curso bajo. Tiene una longitud de 715 km y drena una cuenca de 30.100 km².
Administrativamente, el río Muna discurre por la república de Saja de la Federación de Rusia.

## Geografía
Se origina en el extremo norte-oriental de extensión de la meseta de Viljui, de la confluencia de dos ramales, el Orto-Ulachan y el Muna-Muna. El río discurre en dirección este, primero en una zona bastante llana y luego en una más pantanosa, en el norte de las tierras bajas de la Yakutia Central. Sus principales afluentes son: por la derecha, el río Munakan (201 km y una cuenca de 4.070 km²) y el río Chachčan (221 km y una cuenca de 3.250 km²); y por la izquierda, el río Severnaja (238 km y una cuenca de 5.190 km²).
El río está helado desde la segunda quincena de octubre a finales de mayo. En su curso, no hay ningún centro urbano de importancia. Desagua aguas arriba de la localidad de Menkerya.